# 裂冠紫堇
裂冠紫堇（学名：Corydalis flaccida）为罂粟科紫堇属下的一个种。

## 扩展阅读
- 維基物種上的相關：裂冠紫堇